# 騎士の剣
騎士の剣（きしのけん 英:Knighting sword）は、人に栄誉を与える際に、また、騎士に叙任するための任命式で、君主が使用する剣のことである。イギリスの女王エリザベス2世が使用する騎士の剣は、父親であるジョージ6世がヨーク公であった頃の剣を継承し、使用している.。